# 앙굴리말라
앙굴리말라(央掘摩羅)는 석가모니 부처의 제자 가운데 한 사람이다. 그의 전기는 불교에서도 유명하다. 팔리어 경전의 중부(中部, 맛지마 니까야Majjhima Nikaya) 《앙굴리말라 경》(Angulimala Sutta) 및 한역(漢訳) 대장경(大蔵経)의 아함부(阿含部) 《앙굴마라경》(央掘摩羅経) 등에서 언급된다.

## 이름
그의 이름은 경전에 따라 표기가 다른데,
- 산스크리트어 : Angulimālya
- 팔리어 : Angulimāla(अंगुलिमाल)

이다. 그의 이름의 한자 표기는 앙굴마라(央掘摩羅)이나 다른 음사는 앙굴마라(鴦掘摩羅)、앙굴마라(鴦仇摩羅) 등이 있으며, 이를 줄여서 앙굴마(鴦掘摩) 또는 앙굴(鴦掘) 등으로 표기하기도 한다. 그의 이름에 담긴 의미를 중심으로 번역해서 일체세간현(一切世間現), 지발(指鬘, 손가락 목걸이) 등으로 부르기도 한다.
그의 본명은 원래 아힘사(Ahinnsa)로, 앙굴리말라는 이후 그가 천하에 대악인으로서 악명을 얻게 되면서 붙여지게 된 이름이다(후술). 코살라국의 수도 슈라바스티(사위성)의 바라문 출신으로 일설에는 그의 아버지는 가가(Gagga), 어머니는 만타니(Mantaanii)였다고 한다. 또는 코살라국의 왕 프라세나지트의 보좌 겸 푸로히타(Purohita)였던 박가바(Bhaggava)의 아들로 탁샤실라(지금의 파키스탄 탁실라)에서 학문을 배웠다고 한다. 또한 처음에는 힌사(Hinsa)라는 이름이었고 후에 아힘사로 불리게 되었다고도 한다.

## 생애

### 불길한 출생
앙굴리말라가 태어날 때 도둑의 성좌(星座) 아래서 태어났는데, 그 흉조가 아무에게도 해를 끼치지 않기를 바라면서 아버지는 그에게 아힘사카 즉 '아무도 해치지 않는 자'라는 이름을 지어 주었다고 한다.

### 앙굴리말라라는 악명
12세 때 파라카시 촌의 마니 바드라라는 브라만을 스승으로 4종의 베다를 배웠다. 이 브라만은 500명의 제자들을 거느리고 있었는데 아힘사는 그 가운데서도 특별히 체력이 강하고 지혜가 뛰어났으며 용모도 수려하였다고 한다.
어느 날 스승이 왕에게 불려가 그곳에서 머무르고 있던 사이에 스승의 아내가 아힘사에게 음란한 마음을 품어 그를 유혹하였다. 그러나 아힘사는 이에 응하지 않고 거절하였고 그 아내는 궁에서 돌아온 남편에게 자신의 옷을 찢고 슬픈 표정으로 나서서 「아힘사에게 폭행을 당하였다」고 무고하였다(또는 아힘사가 스승으로부터 총애를 받는 것을 시기한 동료 학생들이 "아힘사가 스승의 아내와 간통하였다"고 무고하였다고도 한다). 이에 스승은 격노해서 아힘사에게(일설에는 술책을 썼다고도 한다) 칼을 넘겨주면서 「내일부터 거리를 오가는 사람들을 순서대로 죽여서 그 손가락을 잘라 꿰어 목걸이를 만들어서 100명(또는 천 명)의 손가락을 모았을 때 너의 수행은 완성될 것이다」라고 명하였다. 그는 고심 끝에 거리로 나가서 스승의 명령대로 사람들을 죽이고 그 손가락을 잘라 모으기 시작하였다. 이렇게 해서 그는 앙굴리말라(손가락 목걸이)라 불리며 공포의 대상이 되었다. 이 무렵의 그를 지발외도(指鬘外道)라고도 부른다.

### 석가모니 부처와의 만남

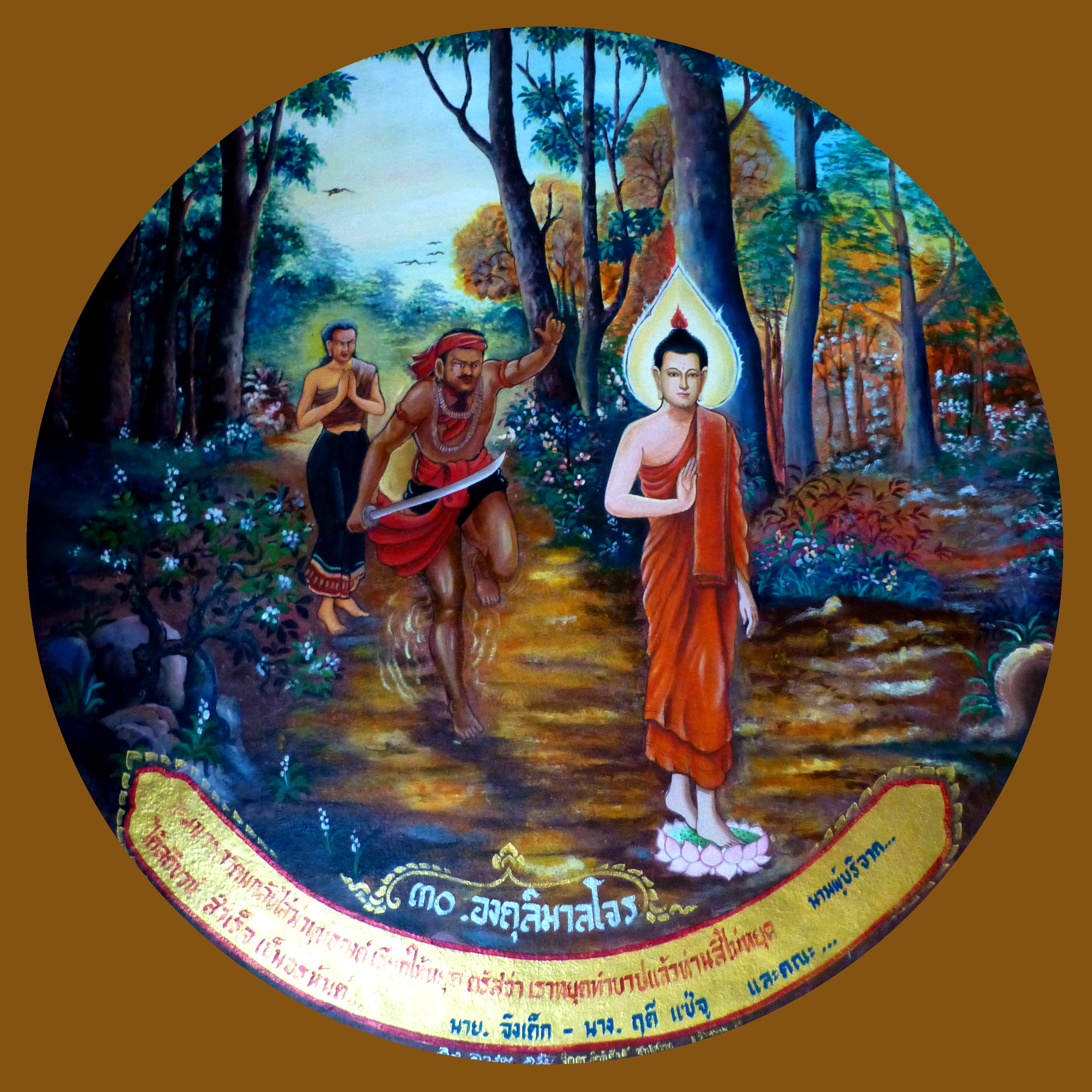
석가모니 부처를 쫓고 있는 앙굴리말라

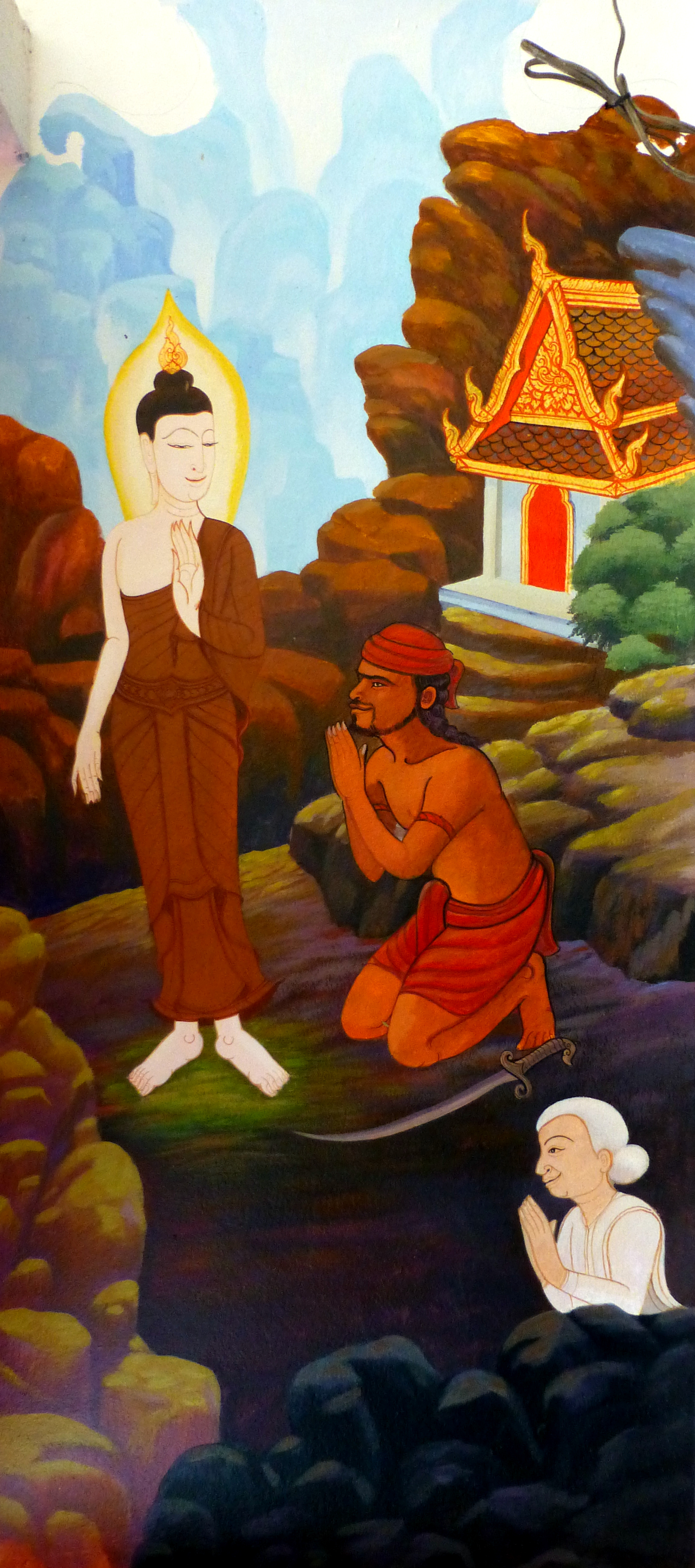
개심하는 앙굴리말라

살아남은 사람들은 앙굴리말라를 두려워했고 그의 악행을 파세나디 왕에게 호소하였다. 앙굴리말라라는 악명으로 불리게 된 아힘사는 그 무렵에 이미 99명의 손가락을 모은 상태였고, 딱 한 사람만 더 죽이면 그 자신의 수행이 완성될 것이었다. 또한 이 이야기를 비구들로부터 모두 전해 들은 석가모니 부처는 아힘사의 귀가가 늦음을 걱정하는 그의 어머니가 자식을 맞으러 나갔다가 100명째가 되어 자식에게 목숨을 잃고 말리라는 것을 신통력으로 알고 그 곳으로 갔다.
길을 지나던 사람들은 석가모니 부처가 앙굴리말라가 있는 곳으로 가는 것을 보고 그를 말렸지만 석가모니 부처는 그대로 가던 길을 계속해 걸어갔고, 앙굴리말라는 멀리서 석가모니 부처가 오고 있는 것을 보고 그의 뒤를 쫓았지만, 평소 달리는 코끼리나 말도 따라 잡을 수 있을 정도의 체력을 가진 앙굴리말라가 아무리 달려도 차분하게 걷는 석가모니 부처를 따라 잡지 못하였다. 기이하게 생각하던 앙굴리말라는 결국 자신이 먼저 뛰던 것을 멈추고 "수행자여, 걸음을 멈추어라"고 외쳤다. 이에 석가모니 부처는 "앙굴리말라여, 나는 멈추었다. 너도 멈추어라."라고 대답하였다. 앙굴리말라는 그것이 무슨 뜻이냐고 물었고, 석가모니 부처는 이에 대답하였다.
"앙굴리말라여, 나는 언제나 일체의 살아있는 존재의 폭력(팔리어: daṇḍa)을 멈추고 있다. 그러나 그대는 살아있는 생명에 자제함이 없다(팔리어: asaññato). 그러므로 나는 여태(팔리어: ṭhita) 멈추어 있고 그대는 멈추지 않았다."

석가모니 부처의 이 한마디에 충격을 받은 아힘사는 다시금 그에게 설법을 청했고, 개심하였다. 그리고 그를 기원정사(祇園精舎)로 데리고 와서 출가하였다. 앙굴리말라의 어머니도 죽지 않았다.
한편 그 사이에, 파세나디 왕은 앙굴리말라를 죽이러 500명의 군사를 이끌고 오던 길에 기원정사에 들러서 석가모니 부처를 뵈었는데, 파세나디 왕에게 석가모니 부처는 "대왕이여, 앙굴리말라가 머리와 수염을 깎고 가사를 입고 집에서 집 없는 곳으로 출가하여, 살아있는 생명을 죽이는 것을 삼가고, 주지 않는 것을 빼앗은 것을 삼가고, 어리석은 거짓말을 일삼는 것을 삼가고, 하루 한 끼 식사를 하고, 청정한 삶을 살고, 착하고 건전한 가르침을 따른다면 그대는 그를 어떻게 할 것입니까?"라고 물었고, 파세나디 왕은 그에게 경의를 표하고 "붓다여, 그가 만약 그러하다면 경의를 표하고 그를 법답게 보살피고 수호할 것입니다."라고 대답하였다. 이에 석가모니 부처는 자신과 겨우 몇 발치 떨어져 있는 곳에 앉아서 수행하고 있는 앙굴리말라를 보여주었다. 파세나디 왕은 놀라며 석가모니 부처에게 "붓다께서는 다스릴 수 없는 자를 다스리고, 고요하게 할 수 없는 자를 고요하게 하시고, 열반에 들 수 없는 자를 열반에 들게 만듭니다. 붓다시여, 우리들이 몽둥이와 칼로 다스리는 자를 붓다께서는 몽둥이도 없이, 칼도 없이 다스립니다."라고 찬탄하고 물러갔다고 한다.

### 출가 이후
석가모니 부처의 제자가 된 그는 거리로 탁발을 나갔다가 이제까지 자신이 저지른 악행을 기억하는 많은 사람들로부터 숱한 박해를 받게 되었다. 어느 임산부가 그를 보고 너무 놀란 나머지 난산을 겪게 되었으며, 그를 본 소년이 그를 폭행하기도 했다. 그는 이를 자신이 져야 할 과보라 받아들이고 감내하면서 증과(証果)를 이루었다(깨달음을 얻었다)고 한다. 자신을 보고 놀라서 난산을 겪게 된 임산부를 보고 아무것도 할 수 없었던 앙굴리말라는 기원정사로 돌아와서 어떻게 하면 좋을지를 석가모니 부처에게 물었고, 석가모니 부처는 "너는 나에게 귀의한 뒤로 지금까지 한 번도 사람을 죽이지 않았다. 그 덕으로 아이는 무사히 태어날 것이고 모자가 무탈할 것이다."라고 대답하였다. 앙굴리말라는 정말 그렇겠느냐며 자신이 지금까지 저지른 죄악은 있어도 공덕은 없다고 의문을 표했지만, 석가모니 부처는 다시금 자신의 말대로 전하면 된다고 그렇게 답해 주었다(이에 석가모니 부처가 "그렇다면 '나는 출가하여 불제자로서 태어나서 한번도 남을 죽인 적이 없다'고 하거라"고 했다는 설도 있다). 앙굴리말라는 그 말대로 가서 그 임산부에게 말을 전했고, 석가모니 부처의 말대로 임산부는 무사히 아이를 낳았다.
이러한 모습을 본 사람들 가운데 몇몇은 앙굴리말라가 예전의 앙굴리말라와 다르다는 것을 인정하고 그에게 호의를 베풀기도 했지만, 그가 저지른 악행을 잊거나 용서할 수 없었던 몇몇은 돌과 막대기로 길을 걷던 앙굴리말라를 공격했고, 앙굴리말라는 머리에서 피를 흘리고 입은 옷은 다 찢어지고 깨진 바리때를 든 채로 기원정사로 돌아왔다. 그러나 앙굴리말라의 얼굴에 분노나 원망은커녕 평온함만이 가득한 것을 본 석가모니 부처는 그를 향해 다음과 같이 말하였다고 한다.
"수행자여, 그대는 인내하라. 그대는 인내하라. 그대가 업의 과보로 수백 년, 아니 수천 년을 지옥에서 받을 업보를 그대가 지금 여기서 받는 것이다."

앙굴리말라가 죽은 뒤, 그가 어디로 갔는지 승려들 사이에 토론이 벌어졌는데, 석가모니 부처는 그가 열반에 이르렀다고 말하였다. 놀란 승려들은 그렇게 많은 사람들을 죽인 사람도 깨달음을 얻을 수 있느냐고 물었고, 석가모니 부처는 많은 악을 행한 이후에도 사람이 여전히 더 나은 방향으로 변화하고 깨달음을 얻을 수 있다고 대답하였다.
대승경전인 《앙굴마라경》(央掘摩羅経)에서는 그의 내력을 설하면서 그는 사실 남방의 일체보장엄국(一切宝荘厳国) 출신이었고 일체세간낙견상대정진여래(一切世間楽見上大精進如来)의 화현(化現)이라고 되어 있으며, 대승의 법을 얻어서 목갈라나(目連)나 사리푸트라(舎利弗)는 소승(小乗)이라 하고 또한 대승의 보살인 문수보살(文殊菩薩)도 가책한다고 한다.

## 현대 문화에서
대중 문화에서 앙굴리말라의 전설은 상당한 주목을 받았으며, 앙굴리말라 이야기를 주제로 하는 세 편의 영화가 존재한다. 2003년 태국의 영화감독 수텝 탄니랏(Suthep Tannirat)은 앙굴리말라를 주인공으로 하는 동명의 영화를 제작하려 했는데, 태국의 보수적인 불교 단체 20여 곳에서 이 영화에 대해 "불교의 가르침과 역사를 왜곡하고 불교 경전에서는 찾아 볼 수 없는 힌두교와 유신론적 영향을 도입했다"며 이의를 제기했지만 태국의 영화 심의위원회는 감독이 영화에서 폭력적인 장면 두 곳을 삭제했음을 이유로 거부하였다. 보수파 그룹은 앙굴리말라가 잔인한 살인자로 묘사된 것에 분개했지만 탄니랏은 논평에서 자신의 영화는 해석을 생략하기는 했지만 초기 불교 담론을 정확하게 따라갔다고 주장하면서 자신을 변호했다. 2006년 평화 운동가 사티쉬 쿠마르(Satish Kumar)는 앙굴리말라 이야기를 소재로 하는 부처와 테러리스트(The Buddha and the Terrorist)를 발표하였다.

## 같이 보기
- 사도 바울로의 회심